# Santa Cruz do Arari
Santa Cruz do Arari là một đô thị thuộc bang Pará, Brasil. Đô thị này có diện tích 1074,854 km², dân số năm 2007 là 6079 người, mật độ 5,66 người/km².